# Debdeb
Debdeb è un comune dell'Algeria, situato nella provincia di Illizi.